# Acanthagrion rubrifrons
Acanthagrion rubrifrons – gatunek ważki z rodziny łątkowatych (Coenagrionidae). Występuje w Ameryce Południowej.